# Lunga River
Lunga River är en flod på Salomonöarna på Guadalcanals norra kust nära Lunga Point som mynnar i Savo Sound. Den kallades Sealark Sound före andra världskriget.